# Oto no naru hó e
Az Oto no naru hó e (オトノナルホウヘ→) vagy teljes nevén Goose House Phrase #08 Oto no naru hó e a Goose House japán együttes nagykiadós bemutatkozó lemeze, amely 2014. február 19-én jelent meg Japánban a gr8! Records kiadó gondozásában. A kislemez kétféle verzióban jelent meg, illetve a digitális változatnak is eltérő a számlistája. Ellentétben a korábbi szerzői kiadású dalaikkal az Oto no naru hó e nem jelent meg a szigetországon kívül. A lemez címadó dalát a Gin no szadzsi animesorozat második évadának zárófőcím-dalául választották, a szám zárfőcím hosszúságú változata 2014. január 10-én felkerült a japán iTunes Store és mora digitális zeneáruházak kínálatába.
A lemez címadó dala videóklipet is kapott Ugichin rendezésében, így a Beautiful Life után a második Goose House-szám lett, amelynek van hivatalos videóklipje. Ugyan a dallal a korábbiakhoz hasonlóan nem léptek fel egyetlen televíziós műsorban sem, azonban az együttes történelme során először sugározták annak videóklipjét a televízióban, illetve először reklámozták azt a közösségi oldalakon kívül. A kislemez promóciós tevékenységeiben, így a videóklipben sem vett részt az együttes vezére, d-iZe, aki nem részletezett okok miatt 2014 áprilisában ott fogja hagyni az együttest.
A dal a szigetországban az együttes korábbi kiadványaihoz viszonyítva szépen teljesített, megjelenésének napján a kilencedik helyezést érte el az Oricon, negyediket a japán iTunes Store és harmadikat a mora napi eladási listáján, illetve felkerült a Billboard Japan Hot 100 listájára is, először a zenekar történelme során. A dalt 2017 februárjában a Japán Hanglemezgyártók Szövetsége aranylemezzé minősítette, mivel az több mint 100 000 példányban kelt el digitális úton.

## Számlista
Az összes dal szerzője a Goose House. 
| CD (SRCL-8471/SRCL-8472) | CD (SRCL-8471/SRCL-8472)                                                        | CD (SRCL-8471/SRCL-8472) | CD (SRCL-8471/SRCL-8472) | CD (SRCL-8471/SRCL-8472) | CD (SRCL-8471/SRCL-8472) | CD (SRCL-8471/SRCL-8472) | CD (SRCL-8471/SRCL-8472) | CD (SRCL-8471/SRCL-8472) | CD (SRCL-8471/SRCL-8472) |
|                          | Cím                                                                             | Hossz                    |                          |                          |                          |                          |                          |                          |                          |
| ------------------------ | ------------------------------------------------------------------------------- | ------------------------ | ------------------------ | ------------------------ | ------------------------ | ------------------------ | ------------------------ | ------------------------ | ------------------------ |
| 1.                       | Oto no naru hó e (オトノナルホウヘ→)                                            | 3:33                     |                          |                          |                          |                          |                          |                          |                          |
| 2.                       | Koi va hira hirari (恋はヒラひらり)                                             | 4:20                     |                          |                          |                          |                          |                          |                          |                          |
| 3.                       | Oto no naru hó e -TV size- (オトノナルホウヘ→)                                  | 1:29                     |                          |                          |                          |                          |                          |                          |                          |
| 4.                       | Oto no naru hó e -instrumental- (オトノナルホウヘ→)                             | 3:33                     |                          |                          |                          |                          |                          |                          |                          |
| 5.                       | Koi va hira hirari -instrumental- (恋はヒラひらり) (iTunes Store/mora exkluzív) | 4:19                     |                          |                          |                          |                          |                          |                          |                          |
| 17:14                    |                                                                                 |                          |                          |                          |                          |                          |                          |                          |                          |

| DVD (SRCL-8473) | DVD (SRCL-8473)                                  | DVD (SRCL-8473) | DVD (SRCL-8473) | DVD (SRCL-8473) | DVD (SRCL-8473) | DVD (SRCL-8473) | DVD (SRCL-8473) | DVD (SRCL-8473) | DVD (SRCL-8473) |
|                 | Cím                                              | Rendező         | Hossz           |                 |                 |                 |                 |                 |                 |
| --------------- | ------------------------------------------------ | --------------- | --------------- | --------------- | --------------- | --------------- | --------------- | --------------- | --------------- |
| 1.              | Oto no naru hó e Music Video (オトノナルホウヘ→) | Ugichin         | 3:53            |                 |                 |                 |                 |                 |                 |
| 3:53            |                                                  |                 |                 |                 |                 |                 |                 |                 |                 |

| Oto no naru hó e -TV size- kislemez | Oto no naru hó e -TV size- kislemez            | Oto no naru hó e -TV size- kislemez | Oto no naru hó e -TV size- kislemez | Oto no naru hó e -TV size- kislemez | Oto no naru hó e -TV size- kislemez | Oto no naru hó e -TV size- kislemez | Oto no naru hó e -TV size- kislemez | Oto no naru hó e -TV size- kislemez | Oto no naru hó e -TV size- kislemez |
|                                     | Cím                                            | Hossz                               |                                     |                                     |                                     |                                     |                                     |                                     |                                     |
| ----------------------------------- | ---------------------------------------------- | ----------------------------------- | ----------------------------------- | ----------------------------------- | ----------------------------------- | ----------------------------------- | ----------------------------------- | ----------------------------------- | ----------------------------------- |
| 1.                                  | Oto no naru hó e -TV size- (オトノナルホウヘ→) | 1:29                                |                                     |                                     |                                     |                                     |                                     |                                     |                                     |
| 1:29                                |                                                |                                     |                                     |                                     |                                     |                                     |                                     |                                     |                                     |

## Slágerlistás helyezések
| Oto no naru hó e           | Oto no naru hó e                     | Oto no naru hó e     | Oto no naru hó e |
| Ország                     | Toplista                             | Legmagasabb helyezés |                  |
| -------------------------- | ------------------------------------ | -------------------- | ---------------- |
| Japán                      | Oricon napi kislemezlista            | 4                    |                  |
| Japán                      | Oricon heti kislemezlista            | 14                   |                  |
| Japán                      | Oricon havi kislemezlista            | 47                   |                  |
| Japán                      | SoundScan kislemezlista (CD+DVD)     | 12                   |                  |
| Japán                      | Billboard Japan Hot 100              | 16                   |                  |
| Japán                      | Billboard Hot Animation              | 2                    |                  |
| Japán                      | Billboard Adult Contemporary Airplay | 84                   |                  |
| Japán                      | iTunes Store (Japán) napi dallista   | 4                    |                  |
| Japán                      | mora napi dallista                   | 3                    |                  |
| Japán                      | mora heti dallista                   | 3                    |                  |
| Japán                      | mora havi dallista                   | 26                   |                  |
| Japán                      | mora napi album/kislemezlista        | 46                   |                  |
| Japán                      | mora heti videókliplista             | 2                    |                  |
| Japán                      | mora havi videókliplista             | 4                    |                  |
| Japán                      | RecoChoku heti kislemezlista         | 13                   |                  |
| Japán                      | RecoChoku napi animedallista         | 1                    |                  |
| Japán                      | RecoChoku heti animedallista         | 1                    |                  |
| Japán                      | RecoChoku napi videókliplista        | 4                    |                  |
| Japán                      | RecoChoku heti videókliplista        | 4                    |                  |
| Oto no naru hó e -TV size- |                                      |                      |                  |
| Ország                     | Toplista                             | Legmagasabb helyezés |                  |
| Japán                      | RecoChoku heti kislemezlista         | 97                   |                  |
| Japán                      | RecoChoku havi animedallista         | 56                   |                  |
| Koi va hira hirari         |                                      |                      |                  |
| Ország                     | Toplista                             | Legmagasabb helyezés |                  |
| Japán                      | mora napi dallista                   | 56                   |                  |
| Japán                      | mora heti dallista                   | 52                   |                  |

| Goose House - Kudó Súhei – vokál, gitár - Saito Johnny – vokál, gitár, hegedű - Szajaka – vokál, zongora - Takebucsi Kei – vokál, ütőhangszerek - Vatanabe Súhei – vokál, basszusgitár - Manami – vokál, gitár - Takezava Migiva – vokál, ütőhangszerek | - Ueisi Oszamu – trombita, a fúvóshangszerek rendezése (2, 5) - Takimoto Naofumi – harsona (2, 5) - Simada Kótaró – vezető producer - Josida Takesi – zenei producer - Komori Maszahito – mérnök - Szakai Hidekazu – maszterizálás - Siokava Riho – mérnöksegéd - Kunijaszu Obata – művészeti vezető - Takeda Eriko – designer |